# Graziano Gasparre
Graziano Gasparre (Codogno, 27 giugno 1978) è un ex ciclista su strada italiano, campione europeo in linea Under-23 nel 2000 e professionista dal 2001 al 2009.
Nel 2013 ha ammesso l'utilizzo di sostanze dopanti durante il periodo di militanza alla De Nardi-Colpack (2003-2004).

## Palmarès
- 2000

Trofeo MP Filtri
3ª tappa Giro delle Regioni (Pescia > Cutigliano)
Classifica generale Giro delle Regioni
2ª tappa Ronde de l'Isard d'Ariège
3ª tappa Ronde de l'Isard d'Ariège
Classifica generale Ronde de l'Isard d'Ariège
Campionati europei, Prova in linea Under-23
1ª tappa Volta a Catalunya de l'Avenir
- 2001

9ª tappa Tour de l'Avenir (Belfort > Montbenoît)
- 2002

2ª tappa Circuit des Mines (Briey > Saint-Avold)
- 2004

1ª tappa, 1ª semitappa Settimana Internazionale di Coppi e Bartali (Riccione > Riccione)
- 2006

4ª tappa Settimana Ciclistica Lombarda (Roncadelle > Roncadelle)

## Piazzamenti

### Grandi Giri
- Giro d'Italia

2003: 31º
2004: 77º

### Classiche monumento
- Milano-Sanremo

2003: 15º
2004: 87º

### Competizioni mondiali
- Campionati del mondo

Plouay 2000 - In linea Under-23: 8º